# الکساندر موتون
الکساندر موتون (به انگلیسی: Alexander Mouton) سناتور سابق عضو حزب دموکرات ایالات متحده آمریکا بود. وی در سال ۱۸۳۷ تا ۱۸۴۲ میلادی سناتور ایالت لوئیزیانا در سنای ایالات متحده آمریکا بود.